# Carbonatito
Carbonatito é uma rocha ígnea ultrabásica, com mais de 50% de minerais carbonáticos (calcita, dolomita e siderita).

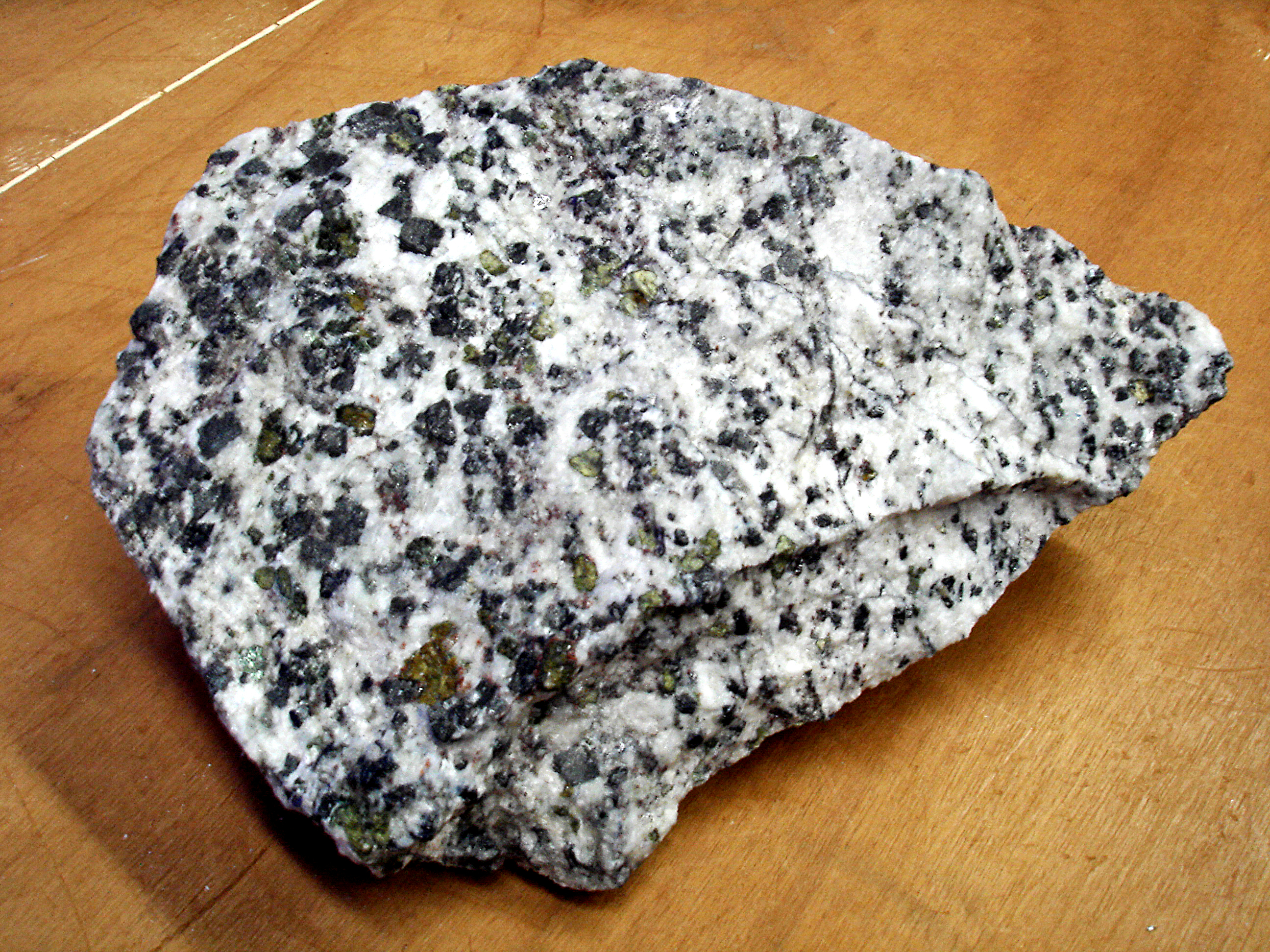
Carbonatito de Jacupiranga, Brasil. Esta rocha e composta por calcita (branco), magnetita (preto) e olivina (verde)

.